# 대한민국 민법 제428조의3
대한민국 민법 제428조의3은 근보증에 대한 민법 채권법 조문이다. 2015년 2월 3일부로 신설되었다.

## 조문
제428조의3(근보증) ① 보증은 불확정한 다수의 채무에 대해서도 할 수 있다. 이 경우 보증하는 채무의 최고액을 서면으로 특정하여야 한다.

  ② 제1항의 경우 채무의 최고액을 제428조의2제1항에 따른 서면으로 특정하지 아니한 보증계약은 효력이 없다.
[본조신설 2015.2.3.]

## 판례
{{사정변경을 이유로 한 해지 -
계속적 보증에서 보증계약 성립 당시의 사정에 현저한 변경이 생긴 경우에는 보증인은 보증계약을 해지할 수 있다(대판1994.12.13,94다31839). 다만 이것은 포괄근보증이나(보증한도액이나 보증기간을 정한) 한정근보증과 같이 
채무액이 불확정적인 경우에 한하는 것이고, 채무가 특정되어 있는 확정채무에 대해 보증을 한 경우에는 그 적용이 없다(대판 1994.12.27, 94다46008). }}